# Bushido Zho
Bushido Zho (in russo Бушидо Жо?, Bušido Žo), pseudonimo di Žoas L'vovič Maskurov (in russo Жоас Львович Маскуров?; Mosca, 28 gennaio 1999), è un rapper russo.

## Biografia
Maskurov è nato, cresciuto e ha portato a termine gli studi nella capitale russa. Si è fatto conoscere dopo aver pubblicato l'album in studio d'esordio No Bang! Hold On! nel marzo 2022, che è stato accolto commercialmente sin dalle sue prime ore d'uscita. Sono seguiti i tormentoni estivi Vodila e Tesno, l'ultimo dei quali, un duetto con Aarne e Anikv, ha sancito il suo primo ingresso nella Singlų Top 100 della AGATA, dopo il debutto al 51º posto.
Dopo una serie di inediti e collaborazioni, Bushido Zho ha presentato il suo secondo disco, dal titolo Westgoths, nel dicembre 2023; si tratta del suo primo progetto a entrare la graduatoria LP della Latvijas Izpildītāju un producentu apvienība, debuttando al 21º posto. Nello stesso anno è stato diffuso Vmeste, con cui ha ottenuto la sua prima top five nella Latvijas straumētāko singlu.
Nell'aprile 2024 è stato incluso nella lista degli under 30 di Forbes Russia e a maggio è ritornato sulle scene musicali con la hit Daleko (Bol'šoj Bušizm), il suo secondo ingresso in top ten in Lettonia. Ha poi preso parte al VK Fest nel luglio 2024, mentre il 9 agosto seguente è stato presentato un LP collaborativo con Aarne, intitolato We Live Only Once; il progetto ha riscosso successo immediato, piazzando tutte le undici tracce nella classifica di VK Muzyka contemporaneamente e facendo l'entrata nella Albumų Top 100 lituana alla 36ª posizione.

## Discografia

### Album in studio
- 2022 – No Bang! Hold On!
- 2023 – Westgoths
- 2024 – We Live Only Once (con Aarne)

### EP
- 2019 – K sožaleniju ėto trap
- 2021 – Nightmare Before Xmas

### Singoli
- 2020 – War (con Mayot)
- 2020 – Amaterasu (feat. Seeme & 163OnMyNeck)
- 2020 – Pain Vibes (feat. Blago White)
- 2020 – Black Air Vibes
- 2021 – Pain Vibes 2 (feat. Blago White)
- 2021 – Papi (feat. Yanix)
- 2021 – Slučajno
- 2021 – Ne para (con Soda Luv)
- 2022 – Makintoš biznes onli
- 2022 – Davaj zanovo (con Seeme)
- 2022 – Vodila
- 2022 – Tesno (con Aarne e Anikv)
- 2022 – Halloween
- 2022 – Yeei 5 (con Alblak 52)
- 2023 – Goth Money (feat. Alblak 52)
- 2023 – Daj mne posmotret'/Dėns dėns (con Heronwater)
- 2023 – Vmeste (con Aarne)
- 2023 – Romantik i vandal
- 2024 – Daleko (Bol'šoj Bušizm)
- 2024 – SOS (con Aarne)
- 2024 – Novye den'gi (con Code80)
- 2025 – Slim Shady (con Aarne)
- 2025 – Glock17 (con Yanix)
- 2025 – Merci (con Elyaplugg!)

## Tournée
- 2024 – Bushizm Tour